# Manuel Golmayo
Manuel Golmayo de la Torriente (La Habana, 12 de junio de 1883 - Madrid, 7 de marzo de 1973) fue un militar y ajedrecista español.

## Biografía
Manuel Golmayo y su hermano, Celso, nacieron en Cuba como consecuencia de encontrarse allí sus padres. Su padre, Celso Golmayo Zúpide, Fiscal del Tribunal Contencioso de La Habana, fue además el mayor impulsor del ajedrez en Cuba y el primer campeón no oficial en aquel país. Sus hijos heredaron su afición por el ajedrez.
Tras la independencia de Cuba se traslada a España, por su profesión de militar, teniente coronel del estado mayor, y residió en Madrid hasta su muerte. En mayo de 1936 fue nombrado agregado militar en la Embajada de España en Lisboa.

## Palmarés
En 1902 con motivo de la coronación de Alfonso XIII se organiza el primer campeonato nacional español de ajedrez de la era moderna en el que Manuel Golmayo se proclama campeón. Durante muchos años no tuvo rival en España hasta la década de los 30. Ganó casi todos los torneos que se organizaron en España durante esa época y revalidó su título de campeón de España en las ediciones celebradas, 1912, 1919, 1921 1927 y 1928. Si bien solamente están reconocidas por la Federación Española de Ajedrez las ediciones de 1902, por delante del jugador Juan Sadón, 1912 por delante del jugador Manuel Zaragoza y 1921 por delante de su hermano Celso Golmayo, los demás fueron oficiosos.
En 1930 pierde el título de campeón de España al ganarlo Ramón Rey Ardid, quedando Golmayo subcampeón.
Golmayo participó en algunos torneos internacionales con buenos resultados. Participó en el "Torneo de las Naciones" en París en 1924, que coincidió con las Olimpíadas de París, quedó en octava posición. Quedó cuarto en La Haya en 1928 donde venció a Max Euwe, y sexto en Barcelona en 1929. Defendió el primer tablero de España en las Olimpíadas de ajedrez de Londres en 1927, Hamburgo en 1930, y Praga en 1931. También entabló dos partidas amistosas con el campeón mundial Alekhine.
Al comenzar la Guerra civil española marcha a París, y regresa a España al terminar la contienda. Entre 1946 y 1956 participó en 16 torneos (Madrid, Zaragoz, Barcelona, Almería, Málaga, Sitges, Lérida, Gijón, Mataró y Linares). Sin embargo, ya solo lógró éxitos aislados, como el primer puesto en los torneos de Madrid (1947), Málaga (1948) y Linares en 1951.

## Publicaciones
Era columnista semanal en la revista Blanco y Negro del periódico ABC de Madrid, publicó dos libros sobre ajedrez y uno sobre bridge:
- Bridge contratado, normal y con nulos, editorial Plus Ultra, año 1946.
- Temas de ajedrez, editorial Dossat, Madrid, año 1947.[7]
- Temas clásicos de ajedrez, editorial Ricardo Aguilera, Madrid, año 1966.